# Pasynki (powiat bielski)

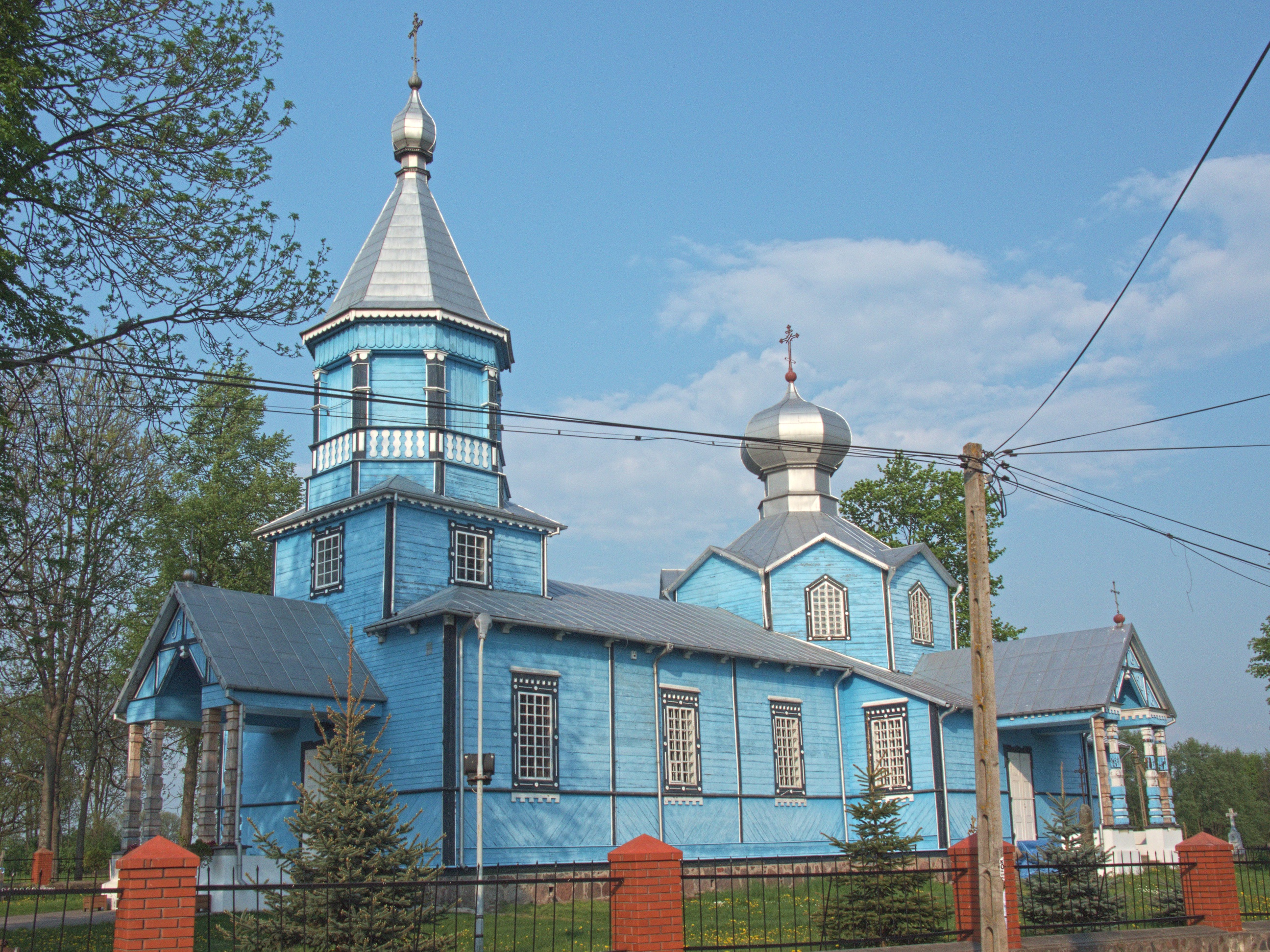
Cerkiew Narodzenia św. Jana Chrzciciela

Pasynki (biał. Пасынкi) – wieś w Polsce położona w województwie podlaskim, w powiecie bielskim, w gminie Bielsk Podlaski.
We wsi funkcjonuje prawosławna parafia Narodzenia św. Jana Chrzciciela. Natomiast wierni kościoła rzymskokatolickiego należą do parafii Matki Bożej z Góry Karmel w Bielsku Podlaskim.

## Historia
Pierwsze wzmianki o wsi pochodzą z XVI w.
Pasynki to dawna wieś królewska, która w 1795 roku położona była w starostwie bielskim w ziemi bielskiej województwa podlaskiego.
Do XVIII w. wieś należała do dóbr królewskich, potem przeszła w ręce prywatne.
Według Pierwszego Powszechnego Spisu Ludności, przeprowadzonego w 1921 r., Pasynki były wsią liczącą 17 domów zamieszkałą przez 87 osób (47 kobiet i 40 mężczyzn). Niemal wszyscy mieszkańcy miejscowości, w liczbie 84 osób, zadeklarowali wyznanie prawosławne, pozostałe 3 osoby zgłosiły wyznanie rzymskokatolickie. Podział religijny mieszkańców Zubowa odzwierciedlał ich strukturą narodowo-etniczną, gdyż 84 mieszkańców podało białoruską przynależność narodową, a 3 polską.
Do 1934 i w latach 1952–1954 miejscowość była siedzibą gminy Pasynki. 
W latach 1975–1998 miejscowość należała administracyjnie do województwa białostockiego.

## Zabytki
- drewniana parafialna cerkiew prawosławna pod wezwaniem Narodzenia św. Jana Chrzciciela, 1891, nr rej.:A-36 z 12.01.1993
- drewniana kaplica cmentarna pod wezwaniem św. Anny, XVIII, nr rej.:A-35 z 10.05.1977[11].

## Urodzeni w Pasynkach
- Jarosław Kostycewicz – białoruski działacz społeczny, popularyzator oświaty białoruskiej